# 格倫伍德鎮區 (堪薩斯州菲利普斯縣)
格倫伍德鎮區（英語：Glenwood Township）為美國堪薩斯州菲利普斯縣轄下的鎮區。2010年美国人口普查中該鎮區人口有44人。

## 地理
格倫伍德鎮區涵蓋總面積為92.36平方（35.66平方英里）。

## 人口統計
根據2010年美國人口普查，格倫伍德鎮區人口有44人，住房31戶，人口密度為0.48人/每平方公里。此鎮區居民之種族中，白人佔97.73%，非裔美國人佔0%，美洲原住民佔0%，亞裔美國人佔0%，太平洋島裔美國人佔0%，其他種族佔2.27%，混血種族則佔0%。而西班牙裔或拉丁裔美國人佔此鎮區人口的2.27%。